# Фу-винищувачі
Фу-винищувачі (англ. Foo fighters) — термін для позначення загадкової появи непізнаних літаючих об'єктів або незвичайних атмосферних явищ, що спостерігалися на європейському та тихоокеанському театрах військових дій під час Другої світової війни. Термін Foo fighters (укр. Фу-винищувачі) використовувався льотчиками країн антигітлерівської коаліції у 1939-1945 роках (на них припав пік явища, проте воно спотерігалося і в передвоєнні, і в післявоєнні роки).
Спочатку терміном «Foo fighters» позначався певний тип об'єктів, вперше описаний 415 тактичною винищувальною ескадрильєю, але згодом так стали називати всі НАЯ цього періоду.
Інформація про них з'явилася в офіційних джерелах в листопаді 1944 року. Спочатку союзники припускали, що вони є секретною зброєю ворога, але повідомлення про них не припинялися після закінчення війни і надходили також з країн Осі. Майкл Свордс пише: «Під час всієї Другої світової війни льотчики союзників дуже серйозно ставилися до всіх цих об'єктів. Звіти про них були представлені настільки серйозним ученим, як Девід Гріггс, Луїс Альварес і Говард Робертсон, але й вони не змогли пояснити цей феномен. Велика частка інформації про них завжди приховувалася військовою розвідкою».